# ميتشألستو (كورنوال)
ميتشألستو (بالإنجليزية: Michaelstow)‏ هي قرية و أبرشية مدنية تقع في المملكة المتحدة في إنجلترا. يقدر عدد سكانها بـ 233 نسمة .